# Klášter Maria Laach
Opatství Maria Laach (do roku 1863 pouze opatství Laach) je středověký benediktinský klášter v Porýní-Falcku, nacházející se asi 40 km jižně od Bonnu. Leží v pohoří Eifel, blízko jezera Laach. Byl založen roku 1083 a po zrušení 1802 obnoven roku 1893 jako součást beuronské kongregace benediktinského řádu. Mohutný klášterní kostel Panny Marie a svatého Mikuláše patří mezi vrcholné románské stavby v Německu.

## Historie

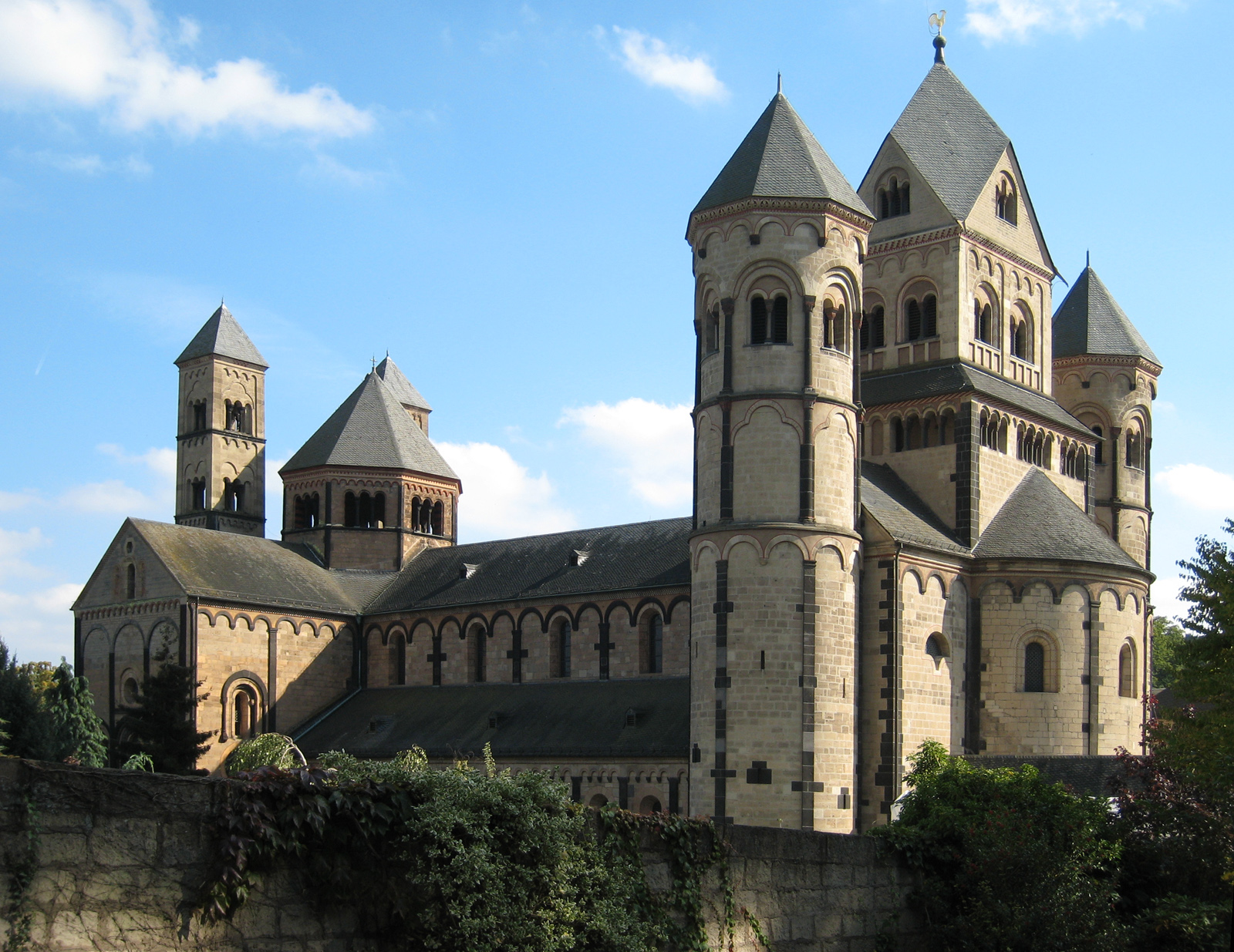

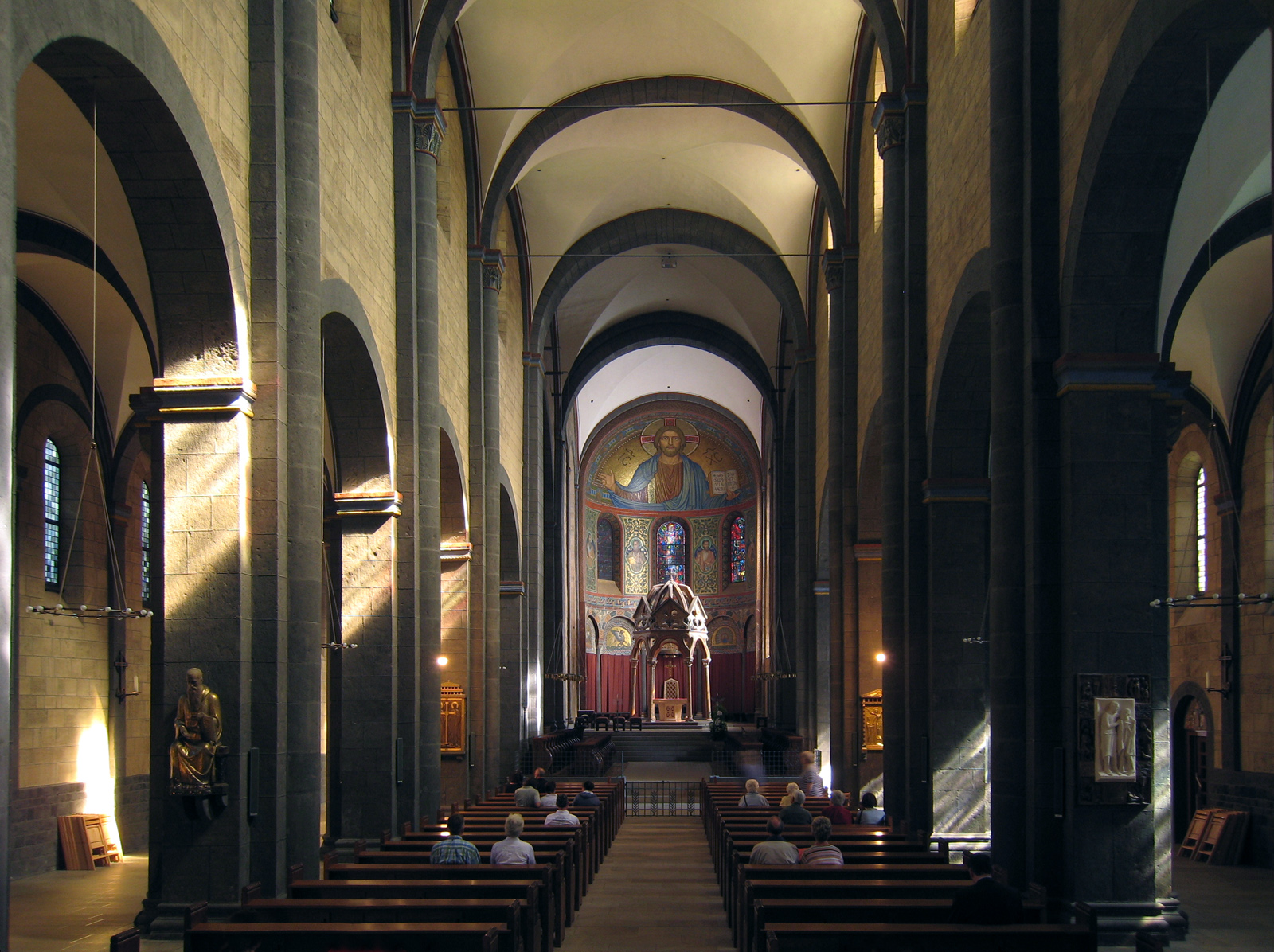
Vnitřek od západu

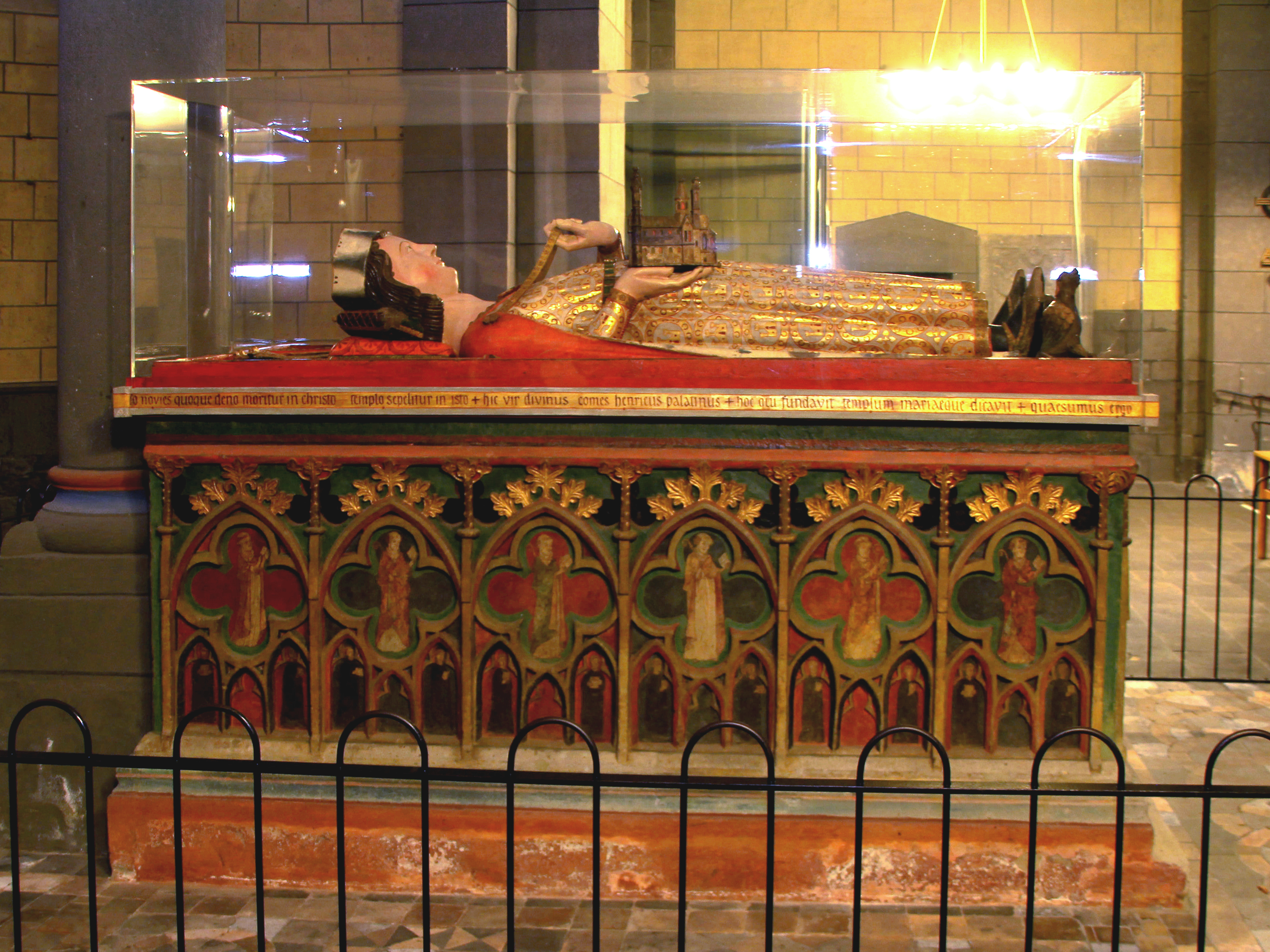
Náhrobek falckraběte Heinricha

Klášter založil roku 1093 bezdětný porýnský falckrabě Heinrich s manželkou, kteří sídlili na hradě Laachu na druhém břehu jezera. Název Laach totiž pochází z latinského lacus, jezero. První mniši přišli z nedalekého Trevíru a položili základy celého kostela. Dědic panství však klášter svěřil brabantskému opatství Affligem (v dnešní Belgii), odkud roku 1138 přišlo 40 mnichů a klášter byl povýšen na samostatné opatství. Roku 1158 už byla velká část kláštera i kostela hotova, takže ji mohl trevírský arcibiskup vysvětit. Východní věže a empora byla dokončeny 1177, počátkem 13. století i západní průčelí s nartexem a před ním byl vybudován jakýsi rajský dvůr, který má ovšem sloupy i na vnější straně. Do roku 1250 byly i dřevěné stropy v kostele nahrazeny klenbami. Následovalo 150 let rozkvětu a v 15. století se klášter stal střediskem humanistické vzdělanosti.
V 18. století přibyly další barokní budovy kláštera, ale po obsazení Francouzi byl klášter, kde tehdy žilo jen 17 mnichů, roku 1802 sekularizován a zrušen. Movitý majetek byl prodán v dražbě a klášter měl být proměněn ve věznici. Po Napoleonově porážce připadl klášter roku 1815 Prusku a klášterní budovy koupil roku 1820 trevírský premiér a dal je přestavět na rodinné sídlo. Roku 1863 získali kostel i klášter jezuité, kteří zde zřídili studium a zavedli název „Maria Laach“. Roku 1892 však pruský stát jejich kolej zrušil a jezuité nabídli budovy opět benediktinům. Klášter osídlili mniši z Beuronu a roku 1893 byl kostel znovu vysvěcen. 15. října 1893 byl novým opatem zvolen Willibrord Benzler, rodák z Hemeru.
Beuronští mniši se velice věnovali liturgii a přitahovali také konzervativně naladěné příznivce, kteří se po roce 1918 nemohli smířit s republikou. Také opat Herwegen počátkem 30. let výslovně podporoval Hitlera, od něhož očekával „duchovní obnovení“ Německa. Na druhé straně, když roku 1934 nacisté odvolali mladého primátora Kolína nad Rýnem Konrada Adenauera, poskytl mu v klášteře azyl a klášter sice zůstal jediný v Porýní, který nacisté nezkonfiskovali, nicméně byl předmětem stálé pozornosti gestapa. V roce 1941 se do Maria Laachu uchýlil významný historik Basilius Ebel, dřívější opat kláštera v Trevíru, který nacisté rozprášili, protože se v něm skrylo mnoho Židů. Ebel zde pak byl v letech 1946-1966 opatem a klášter se stal důležitým místem židovsko-křesťanského dialogu. Od roku 1956 probíhala důkladná restaurace kostela, který se tak sice přiblížil svému původnímu vzhledu, ztratil však dost ze své historické patiny. Klášter dnes vedle liturgie provozuje a učí různá umělecká řemesla, pěstuje ovoce a léčivé byliny.

## Popis

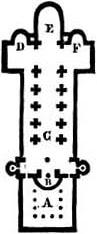
Půdorys kostela

Kostel je trojlodní bazilika se dvěma chóry, dlouhým východním (E) a kratším západním (B), se dvěma příčnými loděmi a celkem šesti věžemi: dvě hlavní nad obojím křížením a po dvou nižších na obou stranách příčných lodí. Ty jsou u východní příčné lodi čtyřhranné, u západní okrouhlé. Celkově se tedy drží schématu, podle něhož se stavěly císařské dómy ve Špýru, Mohuči a Wormsu. Navíc má Maria Laach západní předsíň (narthex) a před ním ještě čtvercový ambit (A) s malou vnitřní zahrádkou a sloupořadím na vnitřní i vnější straně. Historizující kamenná kašna uprostřed je z roku 1937.
Vnitřek kostela, z něhož byly při restaurování odstraněny barokní oltáře, je poměrně prostý. Ve východním chóru, který byl určen pro mnichy, se zachoval baldachýnový oltář z roku 1256, na některých sloupech jsou fresky světců z let 1491-1512.
Kostel má 6 zvonů z roku 1891 a 6 dalších z roku 1991. Velké varhany s 66 rejstříky, třemi manuály a pedálem jsou z roku 1910.

## Zvony
| Č. | Jméno                | Rok odlití | Zvonař, místo           | Hmotnost (kg) | tón  |
| 1  | Regina Coeli         | 1899       | Adrien Causard, Tellin  | 4864          | b0   |
| 2  | Maurus               | 1899       | Adrien Causard, Tellin  | 2757          | des1 |
| 3  | Benedictus           | 1899       | Firmin Causard, Colmar  | 1876          | es1  |
| 4  | Joseph               | 1894       | Adrien Causard, Tellin  | 1006          | f1   |
| 5  | Catharina            | 1991       | Karin Andris, Karlsruhe | 1064          | ges1 |
| 6  | Laurentius           | 1894       | Adrien Causard, Tellin  | 710           | as1  |
| 7  | Matthias             | 1894       | Adrien Causard, Tellin  | 517           | b1   |
| 8  | Engel                | 1991       | Karin Andris, Karlsruhe | 445           | ces2 |
| 9  | Nicolaus             | 1991       | Karin Andris, Karlsruhe | 362           | des2 |
| 10 | Scholastica          | 1991       | Karin Andris, Karlsruhe | 285           | es2  |
| 11 | Eucharius & Valerius | 1991       | Karin Andris, Karlsruhe | 200           | ges2 |
| 12 | Heribert & Anno      | 1991       | Karin Andris, Karlsruhe | 146           | as2  |